# Kingsbury (motorfiets)
Kingsbury is een historisch Brits merk van motorfietsen en scooters.

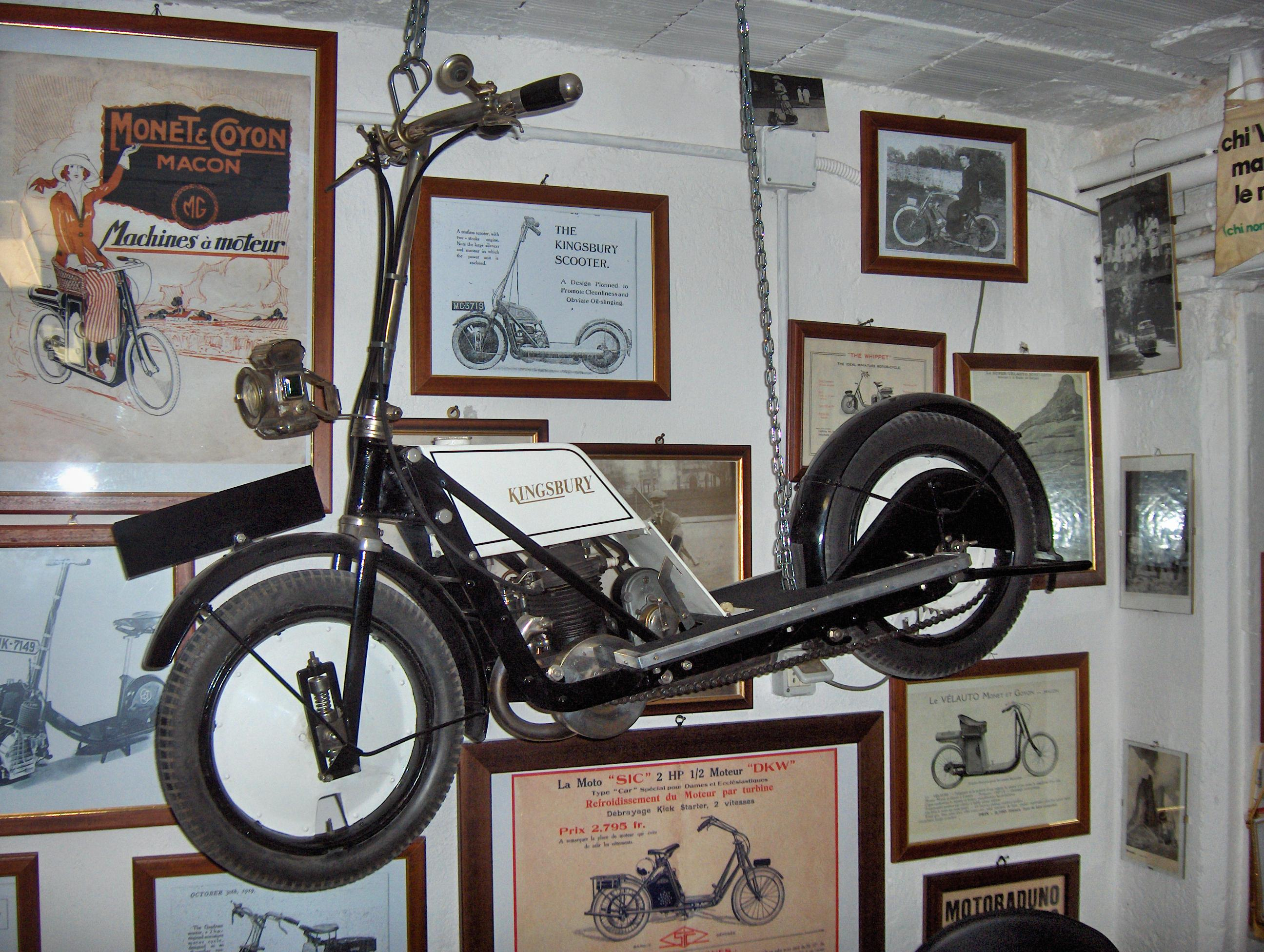
Kingsbury scooter uit 1918;
privé-museum in Assisi, Italië¨

Kingsbury Engineering Co. Ltd., London (1919-1921).
Engelse vliegtuigmotorenfabriek die na de Eerste Wereldoorlog 216- en 350 cc motorfietsen en scooters met eigen tweetaktmotoren maakte. 
De scooters waren waarschijnlijk in licentie gebouwde Autopeds, die Granville Bradshaw had bedacht als voertuigen voor vrouwen en plattelandsbewoners. Dames en boeren zagen er echter niets in. Alleen wat snobs en andere buitenbeentjes gebruikten de Kingsbury-scooter voor vervoer in de stad. 